# اتنين المركز (سيدي اليماني)
اتنين المركز هي إحدى مشيخات المملكة المغربية، تتبع جغرافيا لعمالة طنجة أصيلة وإداريًا لسيدي اليماني. يقدر عدد سكانها بـ 523 نسمة حسب الإحصاء الرسمي للسكان والسكنى لسنة 2004.